# Розен, Ёлка
Ёлка Розен (урождённая Элен Софи Эмили Розен) (нем. Jelka Rosen; 1868, Белград — 1935, Лондон) — французская художница и писательница немецко-еврейского происхождения.

## Биография
Родилась в семье учёного-востоковеда Георга Розена и его жены Серены Анны Москелес (1830—1902), единственной дочери композитора Игнаца Мошелеса.
Племянница Фридриха Августа Розена.

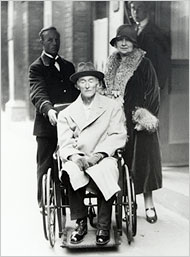
Ё. Розен и Фредерик Делиус в 1929 г.

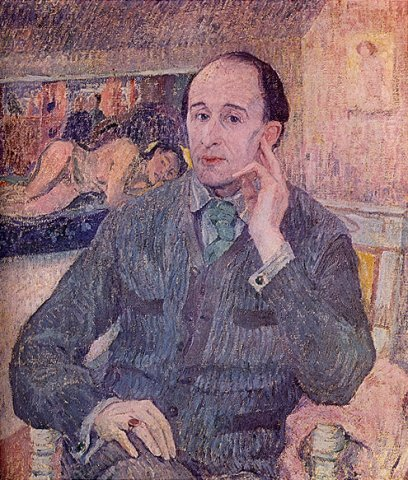
Портрет Фредерика Делиуса работы Ё. Розен. 1912

В 1891 году отправилась в Париж, где училась в Академии Коларосси. Выставлялась в Салоне Независимых. Жила в районе Монпарнаса в Париже, была знакома с композиторами Габриэлем Форе, Морисом Равелем и Флораном Шмиттом, художниками Огюстом Роденом, Камиллой Клодель, Полем Гогеном, Анри Руссо, Эдвардом Мунком и Идой Герхарди.
В 1896 году познакомилась с композитором Фредерик Дилиусом (1862—1934) и переехала с ним в 1897 году в свой загородный дом в городке Грез-су-Луан восточнее Парижа. В 1903 году они поженились.
Благодаря богатому наследству родителей, Ёлка была широко начитана, говорила на нескольких языках, писала прозу, часто предлагала тексты, которые её муж мог бы положить на музыку. Ёлка Розен перевела на немецкий язык либретто оперы Дилиуса «Сельские Ромео и Джульетта», премьера которой состоялась в Берлине в 1907 году.
Оставалась преданной Дилиусу, несмотря на его частые романы с другими женщинами. В 20-е годы XX века Ф. Дилиус серьёзно заболел тяжёлой формой сифилиса, в результате чего до конца своей жизни оставался парализованным и слепым. Ё. Розен бросила свою работу и стала его опекуном. Его 2-ю сонату для скрипки (1923) вынуждена была записывать Ё. Розен. Из-за болезни Ф. Дилиус на долгие годы оставил сочинение музыки.
Ёлка Розен умерла от осложнений рака толстой кишки и была похоронена рядом с мужем, который умер за год до неё.